# Nasim Pedrad
Nasim Pedrad (Teerã, 18 de novembro de 1981) é uma comediante e atriz iraniana-americana conhecida pela sua participação em cinco temporadas como membro do programa Saturday Night Live de 2009 até 2014. Desde então, ela co-estrelou em seriados como New Girl, Scream Queens, Mulaney e People of Earth.

## Filmografia

### Filmes
| Ano  | Título               | Personagem            | Notas          |
| ---- | -------------------- | --------------------- | -------------- |
| 2005 | The 73 Virgins       | Zahra                 | Curta metragem |
| 2008 | A Thousand Words     | A Fotógrafa           | Curta metragem |
| 2011 | Sexo sem Compromisso | Escritora             |                |
| 2012 | The Lorax            | Mãe de Once-ler       |                |
| 2012 | O Ditator            | Anfitriã GMW Feminino |                |
| 2013 | Despicable Me 2      | Jillian               |                |
| 2014 | Cooties              | Rebekkah              |                |
| 2019 | Corporate Animals    | Suzy                  |                |
| 2019 | Aladdin              | Dalia                 |                |
| 2020 | Desperad@s           | Wesley                |                |

### Televisão
| Ano       | Título                            | Personagem                   | Notas                                               |
| --------- | --------------------------------- | ---------------------------- | --------------------------------------------------- |
| 2006      | Gilmore Girls                     | Garçonete                    | Episódio: "Bridesmaids Revisited"                   |
| 2007      | The Winner                        | Garçonete                    | Episódio: "What Happens in Albany, Stays in Albany" |
| 2007–2009 | ER                                | Enfermeira Suri              | 9 episódios                                         |
| 2009      | It's Always Sunny in Philadelphia | Lucy                         | Episódio: "The Waitress Is Getting Married"         |
| 2009–2018 | Saturday Night Live               | Vários                       | 109 episódios                                       |
| 2011      | Allen Gregory                     | Val, Brinique                | 7 episódios                                         |
| 2013      | The Awesomes                      | Vários                       | 5 episódios                                         |
| 2014–2015 | TripTank                          | Vários                       | 9 episódios                                         |
| 2014–2015 | Mulaney                           | Jane Parvana                 | 13 episódios                                        |
| 2015–2018 | New Girl                          | Aly Nelson                   | 28 episódios                                        |
| 2015      | Scream Queens                     | Gigi Caldwell                | 10 episódios                                        |
| 2016      | The Mindy Project                 | Dra. Yasmin Maloof           | Episódio: "Nurses' Strike"                          |
| 2016      | Chad: An American Boy             | Chad                         | Filme para TV                                       |
| 2017      | People of Earth                   | Agente Alex Foster / Jasmine | 10 episódios                                        |
| 2017      | Big Mouth                         | Fatima                       | Episódio: "Girls Are Horny Too"                     |
| 2017      | Curb Your Enthusiasm              | Numa                         | Episódio: "Foisted!"                                |
| 2018      | Brooklyn Nine-Nine                | Kate                         | Episódio: "DFW"                                     |
| 2018      | No Activity                       |                              | Episódio: "Honesty & Action"                        |